# 黄星原
黄星原 （こう せいげん、コウ セイゲン、Huang Xingyuan、1960年7月 - ）は、 黒竜江省出身の中華人民共和国の外交官。 
前職は、駐キプロス共和国特命全権大使。 

## 略歴
1985年、吉林大学卒業。  
1985年〜1986年、外交学院で国際法を研修。  
1986年〜1999年11月、中華人民共和国外交部報道局職員、駐長崎、大阪総領事館の三等、二等書記官、中華人民共和国外交部報道局アジア・アフリカ処副処長、処長を歴任。 
1999年11月〜2000年12月、雲南省麻栗坡県の副県長を務める。 
2000年12月〜2005年、駐日中華人民共和国大使館参事官。 
2005〜2007年、中華人民共和国外交部報道局参事官。  
2007年7月、中国人民外交学会の副会長と秘書長に就任する。  
2013年4月21日、駐トリニダード・トバゴ共和国特命全権大使に就任 。 同年5月10日、同国アンソニー・カルモナ大統領に信任状を捧呈 。  
2016年7月、駐キプロス共和国特命全権大使に任命。同年9月、キプロス統一への支持を表明。
2020年8月、駐キプロス共和国特命全権大使を離任。同年11月、駐日中華人民共和国大使館に勤務開始。